# Marc Warren (Schauspieler)
Marc Warren (* 20. März 1967 in Northampton, England) ist ein britischer Schauspieler, der vor allem durch seine Hauptrollen in den BBC-Serien Hustle – Unehrlich währt am längsten und Messias bekannt ist.

## Leben
Warren hatte verschiedene Auftritte in Film, Fernsehen, Theater und Radio. Er ist ein ehemaliges Mitglied des National Youth Theatre und besuchte die East 15 Schauspielschule, ohne dort allerdings seinen Abschluss zu machen. Seine Schauspielkarriere begann er 1988 bei einer Produktion des Musicals Godspell, seine erste größere Fernsehrolle hatte Warren in der Fernsehserie Grange Hill. 1996 spielte er außerdem den Unsterblichen Morgan D’Estaing in der vierten Staffel der Fernsehserie Highlander. 1999 war er zudem an der Entwicklung der digitalen Storyboards für den Kinofilm Star Wars: Episode I – Die dunkle Bedrohung beteiligt. Weitere Bekanntheit erlangte Marc Warren als Dougie Raymond in der britischen Fernsehserie The Vice und als Private Albert Blithe in der von Steven Spielberg und Tom Hanks produzierten Miniserie Band of Brothers – Wir waren wie Brüder.
Ebenfalls 2001 hatte der Schauspieler einen Auftritt im preisgekrönten Fernsehdrama Men Only, 2003 übernahm er eine Nebenrolle in der BBC-Serie Mord auf Seite eins. Im Jahr 2004 übernahm Warren als Trickbetrüger Danny Blue eine Hauptrolle in der Serie Hustle – Unehrlich währt am längsten, die ihm schließlich zum endgültigen Durchbruch als Fernsehschauspieler verhalf. Nach der vierten Staffel musste Warren ebenso wie seine Kollegin Jaime Murray aufgrund von Terminproblemen aus der Serie aussteigen, nach Aussagen der Produzenten ist allerdings eine Rückkehr zur sechsten Staffel möglich. 2005 spielte er Steve Dunham im Drama Hooligans.
Im Juni 2006 hatte Marc Warren als Elton Pope einen Gastauftritt der Episode Love & Monsters der Serie Doctor Who, was für den Schauspieler eine Rückkehr zu seinen Wurzeln darstellte, da er bereits zu Beginn seiner Karriere als Komparse an der Serie mitgewirkt hatte. Im Dezember desselben Jahres übernahm er die Rolle des Mr. Teatime in der Sky-Adaption des Romans Schweinsgalopp von Terry Pratchett. Außerdem spielte er den Grafen Dracula in einer neuen Fernsehversion von Bram Stokers gleichnamigen Roman. Der Film, der im Dezember 2006 ausgestrahlt wurde, erreichte eine Zuschauerzahl von 5,23 Millionen. 2007 hatte Warren einen Auftritt als Gauner in der BBC-Serie Life on Mars – Gefangen in den 70ern, im Dezember spielte er den John Simpson in der BBC-Produktion Ballet Shoes an der Seite von Emilia Fox und Emma Watson.
Im Januar 2008 übernahm Marc Warren als DCI Walker die Hauptrolle des ausgeschiedenen Ken Stott in der fünften Staffel der Krimireihe Messias, außerdem hatte er Hauptrollen in der sechsteiligen Comedyreihe Mutual Friends und der kanadisch-britischen Krimiserie Burn Up. Zusätzlich hatte er eine kleine Rolle im US-amerikanischen Actionfilm Wanted. 2009 trat er in der Inszenierung von Martin McDonaghs Der Kissenmann am Curve Theatre in Leicester auf, 2010 war Warren in der Neuverfilmung des Films Ben Hur zu sehen.
In der britischen Neuverfilmung der Fernsehkrimiserie Van der Valk, die im April 2020 im britischen Fernsehen erstausgestrahlt wurde, spielt Warren den kantigen Titelhelden; die deutsche Erstausstrahlung unter dem Namen Kommissar Van der Valk war am 1. Juni 2020.

## Filmografie (Auswahl)
- 1992: Grange Hill (Fernsehserie, 4 Folgen)
- 1994: Die Scharfschützen – 3. Kommando ohne Wiederkehr (Sharpe: Sharpe’s Company, Fernsehreihe)
- 1995: Heißer Verdacht – Der Duft des Todes (Prime Suspect: The Scent of Darkness, Fernsehreihe)
- 1995: Die Abenteuer des jungen Indiana Jones (The Adventures of Young Indiana Jones, Fernsehserie, eine Folge)
- 1996: Shine – Der Weg ans Licht (Shine)
- 1996: In Stille gefangen (Hidden In Silence)
- 1996: Highlander (Fernsehserie, eine Folge)
- 1997: Bring mir den Kopf von Mavis Davis (Bring Me the Head of Mavis Davis)
- 1997: Wycliffe (Fernsehserie, eine Folge)
- 1998: How Do You Want Me? (Fernsehserie, eine Folge)
- 1998: Dad Savage
- 1998: B. Monkey
- 1998: Alice im Spiegelland (Alice Through the Looking Glass, Fernsehfilm)
- 1999: Oliver Twist (Miniserie)
- 1999–2000: The Vice (Fernsehserie, 9 Folgen)
- 2000: Free Spirits
- 2001: Pretending to Be Judith
- 2001: Bombenleger (The Bombmaker)
- 2001: Men Only
- 2001: Band of Brothers – Wir waren wie Brüder (Band of Brothers, Miniserie, 3 Folgen)
- 2002: No Night Is Too Long
- 2002: Clocking Off (Fernsehserie, eine Folge)
- 2002: NCS Manhunt (Fernsehserie, 2 Folgen)
- 2002: Capone’s Boys – Blood Tough (Al’s Lads)
- 2002: Revengers Tragedy
- 2003: Song for a Raggy Boy
- 2003: The Principles of Lust
- 2003: Mord auf Seite eins (State of Play, Fernsehserie, 5 Folgen)
- 2003: Reversals (Fernsehfilm)
- 2003: Agatha Christie’s Poirot – Das unvollendete Bildnis (Agatha Christie’s Poirot: Five Little Pigs, Fernsehserie)
- 2004–2012: Hustle – Unehrlich währt am längsten (Hustle, Fernsehserie, 25 Folgen)
- 2004: Agatha Christie’s Marple (Fernsehserie, 2 Folgen)
- 2005: Twisted Tales (Fernsehserie, eine Folge)
- 2005: Hooligans (Green Street Hooligans)
- 2005: Hellraiser: Deader
- 2005: Colour Me Kubrick
- 2005: Vincent (Fernsehserie, eine Folge)
- 2006: Land of the Blind
- 2006: Doctor Who (Fernsehserie, eine Folge)
- 2006: The Lives of the Saints
- 2006: Schweinsgalopp (Hogfather, Fernsehfilm)
- 2006: Dracula (Fernsehfilm)
- 2007: Life on Mars – Gefangen in den 70ern (Life on Mars, Fernsehserie, eine Folge)
- 2007: Ballet Shoes (Fernsehfilm)
- 2008: Messias – Die sieben Zeichen (Messiah: The Rapture)
- 2008: Wanted
- 2008: Burn Up (Miniserie)
- 2008: Mutual Friends (Fernsehserie, 6 Folgen)
- 2009: Do Elephants Pray?
- 2010: Ben Hur
- 2011: Mad Dogs (Miniserie)
- 2012: Good Wife (The Good Wife, Fernsehserie, 8 Folgen)
- 2015: Die Musketiere (The Musketeers, Fernsehserie, 8 Folgen)
- 2015: Jonathan Strange & Mr Norrell (Miniserie)
- 2017: Snatch (Fernsehserie)
- 2018: Safe (Fernsehserie)
- 2019: Beecham House (Fernsehserie, 6 Episoden)
- seit 2020: Kommissar Van der Valk (Fernsehreihe)